# Небрат, Лев Ефраимович
Лев Ефраимович (Ефремович) Небрат (1908—1971) — советский энергетик.

## Биография
Родился 5 (18 сентября) 1908 года в городе Бердичев (ныне Житомирская область, Украина) в семье врача (отец умер в марте 1919 года от сыпного тифа).
Окончил профтехшколу в Бердичеве (1925) и Киевский электротехнический институт по специальности «Тепловые электростанции» (1930).
В 1930—1940 годах — помощник заведующего электростанцией № 2-бис (Константиновка, Донбасс), старший инженер отдела капитального строительства Центрального района, заведующий, технический руководитель электростанции № 1 и электросетевого участка, начальник технического отдела, заместитель главного инженера Центрального района, старший инженер, главный инженер Сталинского района. В 1940—1942 — главный инженер РЭУ «Донбассэнерго».
В 1942—1943 годах — зам. главного инженера «Челябинскэнерго».
С 1943 года — главный инженер Кузбассэнерго (Кемерово). С 1954 года — в той же должности в Иркутскэнерго. Участвовал в строительстве и эксплуатации Братской ГЭС. Под его руководством были пущены крупные электрические станции: ИГЭС, БГЭС, ТЭЦ-9, ТЭЦ-10, ТЭЦ-11.
Умер в Иркутске в больнице после третьего инфаркта 3 января 1971 года. Похоронен на Еврейском кладбище Иркутска.

## Награды и премии
- Сталинская премия второй степени (1948) — за разработку и внедрение метода пофазного ремонта ЛЭП
- орден Красной Звезды (1945)
- два ордена Трудового Красного Знамени (1953, 1966)
- Серебряная медаль ВДНХ за повышение эффективности надежности ЛЭП-500 Братск — Иркутск
- отличник энергетики и электрификации СССР (1964, 1968).

## Семья
- Мать — Нина Осиповна Небрат.
- Жена — Белла Семёновна Небрат, санитарный врач.
  - Дочь Инна (род. 1934), инженер-энергетик, преподаватель Иркутского технического университета[5].
- Племянник (сын старшей сестры Фани) — математик Юрий Львович Далецкий[6].